# Катарина Димитријевић
Катарина Димитријевић (Београд, 29. новембар 1986) српска је глумица и глумица-аниматорка.

## Биографија
Катарина Димитријевић је рођена у Београду 29. новембра 1986. године. Глуму је дипломирала 2010. на Факултету драмских уметности у Београду, у класи професора Владимира Јевтовића.
Добитница је награде "Мата Милошевић", коју додељује Факултет драмских уметности у Београду, студенту генерације.
Игра у представама Позоришта Култ у Београду и у позоришту у Раковици. Бави се синхронизацијом за студије Студио, Голд диги нет и Блу хаус.
Водила програм свечаног затварања Универзијаде 2009. у Београду.
Бави се педагошким радом у Студију глуме „Маска“.

## Представе
Катарина Димитријевић је глумила у представама:
- „Сан летње ноћи“, режија Срђан Ј. Карановић, Позориште ДАДОВ
- „Сабља Димискија“, режија Горан Шушљик, УК „Вук Караџић“
- „Стаклена менажерија“, режија Ана Константиновић, Дом омладине Београд
- „После игре“, режија Ана Константиновић, Дом омладине Београд
- „Росмерсхолм“, режија Ана Константиновић, Београдско драмско позориште
- „Нушићеви часови о животу“, режија Ана Константиновић, Позориште лектира „Владимир Јевтовић“[2]

## Серије
Катарина Димитријевић је глумила у серијама:
- „Паре или живот“ Милана Караџића
- „Грех њене мајке“ Здравка Шотре
- „Тотално нови талас“ Милоша Петричића
- „Фолк“ Милоша Петричића
- „УПС, у проблему сам“ Маше Вујошевић[2]

## Филмографија
| Год.   | Назив               | Улога               |
| ------ | ------------------- | ------------------- |
| 2000-е |                     |                     |
| 2008.  | Чарлстон за Огњенку | Девојка на вашару 1 |
| 2008.  | Паре или живот      | Ксенија Радовић     |
| 2010-е |                     |                     |
| 2010.  | Грех њене мајке     |                     |
| 2010.  | Тотално нови талас  | Бранка              |
| 2011.  | Фолк (ТВ серија)    |                     |
| 2011.  | Тамарин изостанак   |                     |